# Ethnologie

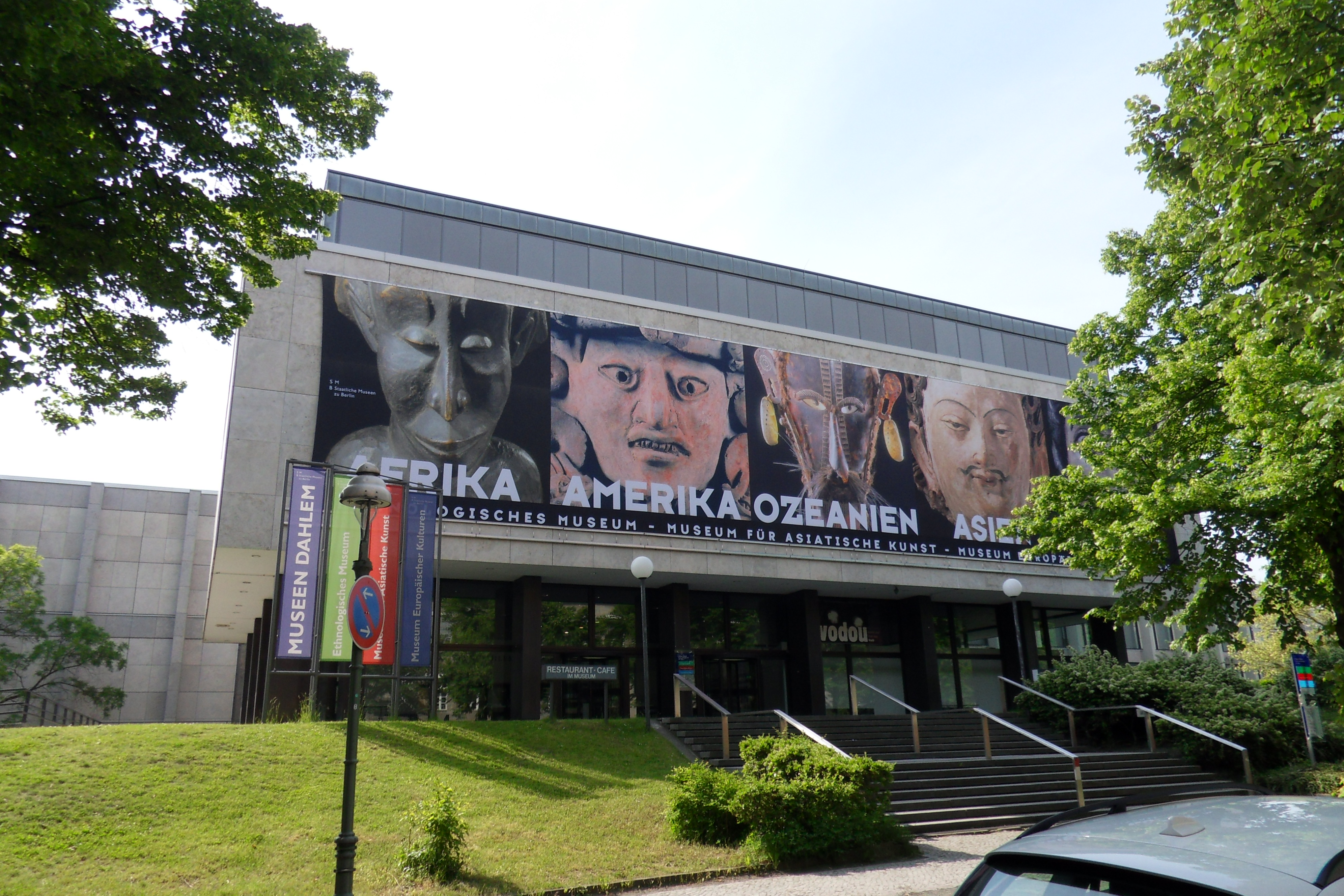
Das Ethnologische Museum Berlin zeigte Dauerausstellungen zu Afrika, Amerika, Ozeanien und Asien (2010)

Die Ethnologie (abgeleitet von altgriechisch ἔθνος éthnos, deutsch ‚Volk, Volksstamm‘, und -logie ,Lehre‘; früher Völkerkunde, heute auch Sozial- und Kulturanthropologie) ist eine empirische und vergleichende Sozial- und Kulturwissenschaft, die die Vielfalt menschlicher Lebensweisen aus einer sowohl gegenwartsbezogenen als auch historisch verankerten Perspektive erforscht.
Ursprünglich hat sich das Fach stark auf das Zusammenleben der heute weltweit rund 1300 ethnischen Gruppen und indigenen Völker fokussiert. Heute stehen die kulturellen Praktiken und Ideen unterschiedlichster sozialer Gruppen und Entitäten im Mittelpunkt ihrer Forschungen, die zugleich stets im Zusammenhang mit politischen bzw. ökonomischen Strukturen untersucht werden. Die zeitgenössische Ethnologie erforscht damit z. B. auch Institutionen und Organisationen ebenso wie Lebenszusammenhänge in modernen Industriegesellschaften, in städtischen Räumen, oder im Zusammenhang mit Migration.
Durch das enge Eintauchen in die Lebens- und Handlungswelten der von ihr untersuchten Gruppen und Menschen mittels der Methode der Feldforschung zielt die Ethnologie darauf ab, deren spezifische Weltverständnisse zu entschlüsseln und – oft im Vergleich zu anderen kulturellen Zusammenhängen und sozialen Kollektiven – zu erklären. Die Ethnologie ist dabei in der Regel weniger auf die Überprüfung von Theorien und Konzepten, sondern vor allem auf die Generierung von Theorien und die damit verbundene Erklärung von Bedeutungszusammenhängen ausgerichtet. Feldforschung, die zentrale Methode der Datenerhebung, findet heute mitunter auch in Zusammenhang mit transnationalen Online-Gemeinschaften (Netnographien) statt.
Die Ethnologie entstand zunächst an den ethnologischen Museen und wird seit Ende des 19. Jahrhunderts als eigenständiges Fach an den Universitäten gelehrt, in Deutschland zunächst als Völkerkunde, in Großbritannien als social anthropology und in den USA als cultural anthropology. Im englischsprachigen Raum gilt die Ethnologie als Teilgebiet der Anthropologie (Wissenschaft vom Menschen), welche im kontinentalen Europa wiederum eher als Naturwissenschaft (physische Anthropologie) und als – heute nicht mehr gebräuchlicher – Teilbereich ethnologischer Feldforschung verstanden wird. Als Kulturanthropologie wird in Europa des Weiteren die akademische Disziplin, die früher als Volkskunde bezeichnet wurde und die heute auch als Europäische Ethnologie bezeichnet wird. Die Fachgesellschaft der Ethnologinnen und Ethnologen in Deutschland ist die Deutsche Gesellschaft für Sozial- und Kulturanthropologie.

## Fachwissenschaft und Selbstverständnis

### Was ist Ethnologie?
Definitionen von Ethnologie überschneiden sich häufig mit Anthropologie:
- Thomas Hylland Eriksen: „Anthropologie ist das vergleichende Studium des kulturellen und sozialen Lebens. Ihre wichtigste Methode ist die teilnehmende Beobachtung, welche aus lange andauernder Feldforschung in einem besonderen sozialen Umfeld besteht.“
- Claude Lévi-Strauss: „Die Anthropologie hat die Menschheit zum Subjekt ihrer Forschung, aber anders als andere Wissenschaften vom Menschen, versucht sie ihr Objekt mittels unterschiedlichster Manifestationen zu erfassen.“
- Clifford Geertz: „Wenn wir entdecken wollen, was den Menschen ausmacht, können wir das nur finden in dem, was die Menschen sind: Und was die Menschen sind, ist höchst unterschiedlich. Indem wir die Verschiedenheiten verstehen – ihr Ausmaß, ihre Natur, ihre Basis und ihre Implikationen – können wir ein Konzept der menschlichen Natur erstellen, mehr ein statistischer Schatten als ein primitivistischer Traum, das beides beinhaltet: Substanz und Wahrheit.“
- Panoff und Perrin: Die Ethnologie im engeren Sinne bemüht sich um „synthetische Studien und theoretische Schlußfolgerungen“[4] aus ethnographischen Dokumenten, die ihr durch die Arbeit der Sozial- und Kulturanthropologen in deren Feldforschung und allgemeinen Problemstudien zur Verfügung gestellt werden.[5]

### Perspektiven
Das Fach pflegt bestimmte Perspektiven, mit denen es sich von anderen sozial- und kulturwissenschaftlichen Disziplinen unterscheidet und gleichzeitig fundamentale Impulse für diese gesetzt hat.
Klassischerweise spielte vor allem der Blickwinkel von innen (auch emische Perspektive) eine wichtige Rolle, d. h. der Versuch, die innere Wirklichkeit eines kulturellen Zusammenhangs und seiner Mitglieder nachzuvollziehen und zu erklären.
Lange Zeit richtete die Ethnologie ihren Fokus zudem auf vorwiegend machtlose und unterprivilegierte Gruppen (etwa von Minderheitengruppen, Kolonisierten oder Marginalisierten). Heute werden dagegen zunehmend auch sozial besser gestellte Gruppen (z. B. gesellschaftliche Eliten) untersucht.
Drittens wurde klassischerweise v. a. das Fremde untersucht, während das Eigene erst langsam ins Blickfeld der Ethnologie rückt. Dabei wurde häufig angenommen, dass das Fremde wie das Eigene und die Grenze dazwischen als gegeben und als selbstverständlich vorliegen. Heute wird, in Anlehnung an Fredrik Barths Ethnizitätstheorie, zunehmend auch auf den Grenzziehungsprozess zwischen der Wahrnehmung des kulturell Eigenen und der des kulturell Fremden hingewiesen (z. B. im Kontext von ethnisch-kulturellen oder nationalen Identitätspolitiken). Des Weiteren wird gezeigt, dass solche Grenzziehungen im Kontext von Globalisierung und Migration oft fließend und zudem untrennbar mit anderen Differenzkategorien (wie sozialer Status oder Geschlecht) verwoben sind.
Zentral ist für das Fach schließlich sein selbstreflexiver Blick, der sowohl die eigenen methodischen Verfahren als auch die Positionalität der Forschenden in Bezug auf die ethnologische Wissensproduktion konsequent überprüft.

### Wissenschaftsgeschichte
Im 19. Jahrhundert entwickelte sich Ethnologie als ein Nischenfach. Sie hatte vor allem jene Völker und Kulturen zum Gegenstand, die von bereits länger etablierten Wissenschaften (Geschichte, Philologie, Indologie usw.) nicht erforscht wurden, mit denen aber vor allem europäische Kolonisatoren, Missionare und Reisende sehr oft zu tun hatten.
Seitdem das Fach gegen Ende des 19. Jahrhunderts Einzug in die Universitäten hielt, erwies sich die Definition seines Gegenstandes als schwierig. Sie geschah meist defensiv in Abgrenzung zu anderen Wissenschaften. Die erforschten Gesellschaften wurden oft nur durch das bestimmt, was ihnen im Gegensatz zu staatlich verfassten fehlte. Deshalb wurden vor allem folgende Negativ- bzw. Mangeldefinitionen des Gegenstandes gewählt:
- nichtentwickelte (= primitive) Kulturen,
- schriftlose Kulturen
- nichtindustrielle Kulturen
- nichtstaatliche Kulturen
- „savages“, „sauvages“, „Wilde“, also nach europäischen Maßstäben nicht zivilisierte, im „Naturzustand“ befindliche Kulturen
- geschichtslose und damit der Tradition verhaftete unmoderne Kulturen
- nichtentfremdete oder von der eigenen westlichen Zivilisation unberührte Kulturen
- nichteuropäische Kulturen

Oft wurden besonders auch diejenigen Gesellschaften untersucht, bei denen man davon ausging, dass sie vom Aussterben bedroht seien. Zusammenfassend und positiv gewendet lässt sich sagen, dass sich mit der Ethnologie eine Wissenschaft herausbildete, die zum allergrößten Teil stabile, überschaubare Kleingruppen im Zentrum hat, die sich durch hohe Kommunikationsdichte aller abhängigen Gesellschaftsmitglieder auszeichnen (Face-to-Face-Beziehungen) und sehr oft verwandtschaftlich oder quasi-verwandtschaftlich organisiert sind. Auch wenn sich Kleingruppen innerhalb von größeren gesellschaftlichen Verbänden organisieren, sind sie öfter ein Gegenstand ethnologischer Erforschung (Urbanethnologie, Unternehmensethnologie).
Vor allem in Kleingruppen kann man mit der Methode der teilnehmende Beobachtung zu sinnvollen und modellhaften Aussagen gelangen, ohne dabei statistische und quantitative Verfahren anwenden zu müssen. Durch die weitgehende und oft lange währende Unabhängigkeit der untersuchten Gruppen wurde einerseits eine holistische Perspektive möglich, in der ähnlich der Soziologie das Ganze einer Gesellschaft in den Blick genommen werden kann, während sie andererseits breiteste Vergleichsmöglichkeiten bieten, da in den Ethnographien ein riesiger Erfahrungsschatz unterschiedlichster menschlicher Lebensformen ausführlich verschriftlicht wurde. Die Ethnologie eignet sich damit besonders gut für den Test von Generalisierungen.

### Ethnologie und Europäische Ethnologie
Eine deutsche Besonderheit war die Volkskunde, die an deutschsprachigen Hochschulen als eigenständiges Fach auch unter den Namen Europäische Ethnologie oder Kulturanthropologie geführt wird. Die Volkskunde untersucht das Andere in der eigenen (deutschen bzw. europäischen) Kultur und betont in ihrer Herangehensweise Phänomene des Alltags. Der Schwerpunkt liegt dabei im europäischen Raum, wobei Prozesse wie Globalisierung oder Transnationalisierung den Blick über die Grenzen Europas hinweg notwendig gemacht und zu einer größeren Schnittmenge mit der Ethnologie geführt haben. Diese bis heute anhaltenden inhaltlichen wie methodischen Annäherungen haben in den letzten Jahren zu Debatten um die Trennlinien der beiden Fächer geführt.

## Forschungsfelder der Ethnologie
Die Ethnologie bezieht fast alle gesellschaftswissenschaftlichen Themen als Unterdisziplin ein, daneben auch naturwissenschaftliche Aspekte wie Ethnopharmazie oder Ethnomathematik. Die Ethnologie erhebt damit den Anspruch einer interdisziplinären Grund- oder Leitwissenschaft, weil die erforschten Gesellschaften aufgrund ihrer großen historischen oder räumlichen Trennung sehr weitreichende kulturelle Vergleiche erlauben. So ergibt sich ein besonders guter Überblick über die gegenseitigen Abhängigkeiten und Beeinflussungen gesellschaftlicher Subsysteme, die sonst meist nur einzeln untersucht werden.
Als wichtigste, heute an den Universitäten gelehrte Fachbereiche der Ethnologie gelten:
- Wirtschaftsethnologie (wirtschaftliche Organisation)
- Ethnosoziologie (soziale Organisation, britisch: social anthropology)
- Politikethnologie (politische Organisation)
- Religionsethnologie
- Rechtsethnologie
- Medizinethnologie
- Migrationsethnologie
- Musikethnologie
- Verwandtschaftsethnologie
- Gender Studies (Geschlechterforschung)
- Visuelle Anthropologie (Medieneinsatz)
- Aktionsethnologie (eingreifend)

Weitere Forschungsfelder sind beispielsweise die Ethnolinguistik, Ethnomedizin (mit Ethnopharmakologie, Ethnopharmazie, Ethnopsychiatrie, Ethnopsychoanalyse), Ethnoökologie, Ethno-Zahnmedizin, Kognitionsethnologie, Kunstethnologie, Ethnopädagogik und interkulturelle Kommunikation (siehe auch Themenliste: Fachgebiete der Ethnologie).
Teilweise werden ethnologische Fachgebiete heute auch mit dem Zusatz Anthropologie (Menschenkunde) bezeichnet, so wird beispielsweise die Wirtschaftsethnologie auch unter der Bezeichnung ökonomische Anthropologie geführt und es gibt die Religionsanthropologie, die Rechtsanthropologie oder die Musikanthropologie.

## Methoden
Die ersten Berichte über fremde Kulturen enthielten in den meisten Fällen erhebliche Verfälschungen der realen Verhältnisse, da die Berichterstatter ihre subjektiven Eindrücke eurozentrisch im Vergleich mit der christlich-europäischen Tradition bewerteten – die sie für die einzig zivilisierte Sichtweise hielten. Häufig wurden daher besonders fremdartige Phänomene (ritueller Kannibalismus, Menschenopfer, außergewöhnliche Physiognomie der Menschen usw.) über alle Maßen hervorgehoben. Die Forschungsreisenden, Abenteurer, Kolonialbeamten, Kaufleute und Missionare, die die Kolonien bereisten, hatten noch keinerlei Vorstellung von modernem wissenschaftlichen Arbeiten und verbreiteten daher verzerrte ethnographische Aufzeichnungen. Dessen ungeachtet griffen Ethnologen bis in das frühe 20. Jahrhundert auf solche Daten zurück. Seit den 1920er Jahren erheben sie diese Daten zumeist selbst. Die Ethnologie gewann früher vor allem materielle Daten, es wurden ethnographische Objekte und weniger die orale Kultur (Erzählungen, Mythen) ausgewertet. Der materielle Schwerpunkt ergab sich aus der Tatsache, dass die meisten Ethnologen nicht wie heute an Universitäten tätig waren, sondern an Museen.
Heute ist das bedeutendste Verfahren zur Datenerhebung die ethnologische Feldforschung. Die charakteristischste Methode während des Feldaufenthaltes ist die teilnehmende Beobachtung, worunter die Integration des Forschers in das Leben einer Gruppe gefasst wird, um ihren Alltag wirklich zu verstehen. Die langanhaltende Augenzeugenschaft vor Ort ist für alle Ethnologen – sofern sie sich nicht kulturhistorischen Fragestellungen (einer der Feldforschungsethnologie gleichwertigen Ausrichtung) verschrieben haben – eine unabdingbare Grundlage der Forschung. Dies unterscheidet die Ethnologie auch von anderen Disziplinen wie den Cultural Studies, die sich zumeist der Analyse von Medienerzeugnissen zuwenden, und von der qualitativ arbeitenden Soziologie, die allenfalls Interviews durchführt.
In der Zeit der Feldforschung leben Ethnologen und Ethnologinnen eng mit der örtlichen Bevölkerung zusammen und lernen deren Alltag kennen. Die Besonderheit dieser Methode ist das kommunikationsgeleitete Vorgehen, um sich bei der Arbeit von den Begegnungen vor Ort leiten zu lassen. Dies führt im Übrigen dazu, dass das Fach weniger theoriegeleitet arbeiten kann als etwa die Nachbardisziplinen: aus dem Felde selbst ergeben sich und häufig erst die letztendlich relevanten theoretischen Fragestellungen – und die Forschungsergebnisse.
Jegliche Feldforschung führt unvermeidbar zu einer Beeinflussung der beobachteten Menschen. Um dies möglichst gering zu halten, hat etwa der Soziologe Roland Girtler 2001 „zehn Gebote der Feldforschung“ formuliert:
1. Anerkennung von Sitten und Regeln;
2. Großzügigkeit und Unvoreingenommenheit, Erkennung fremder Werte und Grundsätze, die nicht die eigenen sind;
3. nicht lästern und abfällig über Gastgeber reden;
4. Wissen über Geschichte und soziale Verhältnisse;
5. Wissen über geographische Gegebenheiten;
6. Bericht über Erlebtes möglichst ohne Vorurteile, Anlegen eines Forschungstagebuchs über Gedanken, Probleme, Freuden, Leiden, Ärgernisse etc.;
7. Menschen nicht als bloße Datenlieferanten sehen und behandeln;
8. Bemühung Gesprächspartner einigermaßen einzuschätzen, um nicht reingelegt oder bewusst belogen zu werden;
9. nicht als Missionar oder Sozialarbeiter aufspielen, nicht erzieherisch einwirken;
10. gute Konstitution, Fähigkeit jederzeit zu essen, zu trinken und zu schlafen.

Neben dieser sehr zeitaufwändigen Forschung kommen verschiedene weitere qualitative Techniken der Datengewinnung zum Einsatz: ethnographische Interviews, die strukturiert, halbstrukturiert und offen sein können, Experten- und Fokusgruppengespräche, systematische Beobachtungen, biographische Methoden (siehe auch Ethnographische Methoden). Das Erlernen der im Forschungsgebiet gesprochenen Sprache(n) wird als unabdingbar angesehen. Entsprechend der Ausrichtung aktueller Fragestellungen auf die Verbindungen und Verflechtungen zwischen unterschiedlichen Orten hat sich auch die Forschung an mehreren Orten (multi-sited ethnography) als eine mögliche Vorgehensweise etabliert.

## Geschichte

### Fachgeschichte

#### Antike bis frühe Neuzeit
Ethnologie – in einem weiteren Sinn Ethnographie (d. h. die Beschreibung fremder Völker) – wurde schon in der griechischen und römischen Antike betrieben. Im 5. Jahrhundert v. Chr. gab Herodot von Halikarnassos bereits eine ausführliche und empirisch gestützte Darstellung der Völker der damals bekannten Welt und ihrer Sitten. Beschreibungen anderer Kulturen finden sich auch bei Platon, Aristoteles und anderen.
- Herodot (490–425 v. Chr.) war ein Geschichtsschreiber, der Reisen in den anatolischen, syrisch-irakischen und arabischen Raum unternahm. Seine Schriften gelten als wichtige Quelle für die Geschichte der Antike. Herodot schrieb im fünften Jahrhundert vor Christus in den Historiai über die „barbarischen“ Stämme im Norden und Osten der griechischen Halbinsel, im Vergleich zu den Gewohnheiten und Vorstellungen der Athener.
- Tacitus (ca. 56 bis ca. 120): De origine et situ Germanorum
- Marco Polo (1254–1324): Le divisament dou monde / Il Milione
- Ibn Chaldun (1332–1406): Muqaddima

Zwei theologische Schulen prägten Universalideen:
1. Die augustinische Schule: Augustinus (354–430) setzt alle Probleme des Lebens in Rückverbundenheit zu Gott in Beziehung. Die unmittelbare Macht der Kirche – deus et anima – schafft einen Weg zur theokratischen Gesellschaftsordnung. Aegidius Humanus denkt, jeder Ungläubige lebe in Feindschaft mit Gott. Dieses „Heidenproblem“ spricht Ungläubigen jeden Besitz ab, weil alles „von Gott“ sei. Papst Innozenz IV. legitimiert Gewalt gegen „Heiden“, erkennt den Nicht-Christen die Staatenbildung ab, meint aber, dass der freie Wille ein Naturgesetz sei. Durch die Unterordnung unter die Gewalt des Papstes sei den Menschen Wille und Menschsein zuerkannt. So verlasen die Entdecker entsprechende Texte, die für indigene Kulturen als Handlungsvorlage dienen sollten. Wenn die Entdeckten nicht nach christlichen Vorgaben handelten, war Gewalt legitimiert.
2. Die thomistische Schule: Thomas von Aquin (1225–1274) sah Gott als Ursache der Welt, die Macht der Kirche als mittelbar. Gott existiere im aristotelischen Denken, das auf Erfahrung beruht, aufgrund der Existenz der Welt. Die Bewegung der Welt und die Rechtsordnung fußten auf Erfahrung. Persönliche Freiheit, Eigentumsrecht und Eigenstaatlichkeit galten ihm als Naturrechte.

- 1537: Die Bulle Sublimus Dei des Papstes Paul III. bezeichnet die Entdeckten als veri homines, als wahre Menschen also, die für die Christenheit gewonnen und missioniert werden können. Die absolute Stellung der Kirche, die alle Entdeckungen sowie herrschaftliche Entscheidungen für sich beansprucht, führt nach dem Investiturstreit zu einer Konfrontation der kirchlichen und weltlichen Macht.
- José de Acosta (1540–1600): Auf der Grundlage einer umfassenden humanistischen Bildung schuf der Jesuit José de Acosta mit seiner Historia natural y moral de las Indias ein herausragendes Werk, das unvoreingenommen über die „neue Welt“ und ihre Bewohner informiert und die amerikanischen Kulturen mit den europäischen vergleicht und in Beziehung setzt.

Neben den oben genannten abendländischen Schulen müssen auch Traditionen bedacht werden, die in anderen Kulturkreisen wurzeln. Dazu gehört die Wahrnehmung des Fremden durch jene Kulturen, denen sich die Ethnologie traditionellerweise zuwendet. Fritz W. Kramers Arbeit Der rote Fes über die Wahrnehmung europäischer Invasoren durch afrikanische Stämme ist ein Werk, das sich solchen Spiegelungen exemplarisch zuwendet.

#### Frühe Neuzeit bis heute

##### 15. bis 17. Jahrhundert
Europa war eine religiöse, aber keine politische Einheit. Die Wertegemeinschaft des Christentums wirkte der politischen Uneinigkeit Europas entgegen. Daher hat Glaube auch heute noch politische Bedeutung. Die spanische Inquisition stellte das Christentum als den rechten Glauben dar und hoffte auf diese Weise das Maurenproblem zu lösen. 1492 wurde das letzte maurische Königreich zerstört, Amerika von Christoph Kolumbus wiederentdeckt, und 1610 erfolgten die letzten Vertreibungen von Mauren aus Spanien. Spanier und Portugiesen reisten nach Afrika, Indien, Mittel- und Südamerika, um Rohstoffe, Gold und Reichtümer zu rauben. Das Christentum sollte verbreitet werden. Nach den Entdeckungen überwog eine eurozentristische Sichtweise, die bis ins 20. Jahrhundert von Forschern und Kolonialisten nur wenig hinterfragt wurde.
Bernardino de Sahagún (1499–1590) thematisiert in der Historia general de las cosas de Nueva Espana Bräuche, Praktiken, Promiskuität und Kannibalismus.
Hans Staden (ca. 1525 – ca. 1576) schrieb 1557 die Wahrhaftige Historia und unterstützte das feindliche Verhalten gegenüber Wilden, die mit brutaler Härte als Nicht-Menschen angesehen wurden. Staden stand auf Seiten der Kirche.
Verzerrte Darstellungen aus dieser Zeit schilderten Nacktheit, Kannibalismus und Promiskuität. Aus Vermutungen und Phantasien entstanden nachteilige Darstellungen, zum Beispiel auch auf Stichen. Kannibalen in Naturvölkern seien nicht missionierbar, Wilde nicht für das Christentum gewinnbar. Die weltanschauliche Botschaft verhinderte eine gegenseitige Achtung und überwand die Tötungshemmung.
Weitere Beispiele sind Thomas Hobbes (1588–1679) Leviathan (1649/1651), Antonio de Oliveira de Cadornega (1610–1690), Joseph-Francois Lafiteau (1681–1746), Jean-Jacques Rousseau über den Contrat Social (1762). Der Afrikaforscher Samuel Braun (1590–1668) war in seiner Reisebeschreibung von 1624 unvoreingenommener.

##### 18. Jahrhundert
Die Ethnologie als eigenständige Wissenschaft entstand in der deutschen und russischen Aufklärung. Sie wurde im 18. Jahrhundert von Historikern, Geographen und Linguisten als eine „Wissenschaft der Völker“ (gr. ethnos ‚Volk‘) entwickelt. Als Begründer der Ethnographie kann der Historiker Gerhard Friedrich Müller (1705–1783) betrachtet werden. Müller führte im Auftrag der Russischen Zarin Katharina II. (1729–1796) als Teilnehmer an der Zweiten Kamtschatkaexpedition (1733–1743) historische, geographische, ethnographische, linguistische und archäologische Forschungen in Sibirien durch. Er berief sich auf Joseph François Lafitaus (1681–1746) komparative Zielsetzung und entwickelte ein Programm zur „Beschreibung der sibirischen Völker“, mit dem Ziel, sie untereinander und mit Völkern anderer Weltteile zu vergleichen. Dieses Programm bezeichnete er 1740 als „Völker-Beschreibung“. Müller setzte es während der Expedition mit anderen Wissenschaftlern in die Praxis um und entwickelte Methoden für die Feldforschung und den Umgang mit Informanten. Die von den Expeditionsteilnehmern gesammelten Naturalien und Artefakte wurden in der (1714 gegründeten) Kunstkammer archiviert. Müller steht damit am Anfang einer neuen Tradition, der Ethnographie, und sah diese Wissenschaft als eine eigene Disziplin neben seinen beiden Hauptfächern Geschichte und Geographie.
Der Historiker August Ludwig Schlözer (1735–1809) formulierte 1771–1772 in Göttingen eine allgemeine „Völkerkunde“ und entwarf eine „ethnographische Methode“ der Geschichte. Göttingen hatte Verbindungen sowohl mit Russland und Osteuropa als auch mit England und wurde zum Ausstrahlungszentrum der neuen Wissenschaft. Um 1780 prägte der Historiker Adam Franz Kollár (1718–1783) in Wien den Begriff „Ethnologie“ und gab 1783 die erste Definition: “ethnologia […] est notitia gentium populorumque” (deutsch: „Ethnologie ist das Studium der Völker und Nationen“). Schlözer betrachtete die Völkerkunde als Teil einer globalen Weltgeschichte, in der alle Völker miteinander verbunden waren.
Während die Ethnographie in der deutsch-russischen Frühaufklärung entstand, trat die Ethnologie aus der deutsch-österreichischen Spätaufklärung hervor. Für Müller in Russland, Schlözer in Deutschland und Kollár in Österreich hatten die Fragen zur Zusammengehörigkeit der Völker große Bedeutung. Fast alle Forscher in Russland folgten den Anregungen von Gottfried Wilhelm Leibniz (1646–1716), dass nur ein Vergleich der Sprachen, nicht der Sitten, Aufschlüsse über die Herkunft und Verwandtschaft der Völker bringen könne.

##### 19. bis 21. Jahrhundert
Für die Neuzeit hat zunächst die Epoche der großen Entdeckungsreisen zu neuen Kontakten mit fremden Völkern geführt, die sich vielfältig in Reiseberichten und anderen Texten widerspiegeln, etwa bei Montaignes Über Kannibalen oder bei Montesquieu (1689–1755).
Im 19. Jahrhundert war die Völkerkunde vom Evolutionismus bestimmt, dessen Anliegen der Entwurf einer kulturellen Abfolge war. Oftmals stützten sich die Theorien nicht auf eigene Forschungen, sondern auf Berichte von Missionaren (Lehnstuhlethnologie).
In Deutschland arbeiteten die meisten Ethnologen des späten 19. und frühen 20. Jahrhunderts kulturhistorisch und versuchten, die Geschichte der schriftlosen Völker zu rekonstruieren. Dieses Interesse wurde in anderen akademischen Nationen nicht geteilt – so fragten etwa die britischen Social Anthropologists, die das Interesse an Geschichtlichem unwissenschaftlich empfanden, eher nach der Funktionsweise von Gesellschaften.
Neben den Kulturhistorikern (insbesondere die Wiener Schule um Pater Wilhelm Schmidt, aber auch weniger dogmatische, an Geschichte ausgerichtete Forscher) arbeiteten in Deutschland bis in die 1950er Jahre hinein vor allem kulturmorphologisch ausgerichtete Ethnologen (in der Tradition von Leo Frobenius). Die ethnosoziologische Ausrichtung Richard Thurnwalds, die seit den 1960er-Jahren durch seinen Schüler Wilhelm Emil Mühlmann einflussreich geworden ist, spielte bis dahin in Deutschland eher eine geringe Rolle.
In der Zeit des Nationalsozialismus war die deutschsprachige Ethnologie rassistisch und teilweise esoterisch ausgerichtet.
Obwohl schon frühere Ethnologen feldforschend tätig waren, begründete erst Bronisław Malinowski (1884–1942) die Forschungsmethode der teilnehmenden Beobachtung, die auch heute noch für das Fach wesentlich ist, als zentrale Zugangsweise des Faches.
Die Ethnologie war lange eine europäisch geprägte Wissenschaft und hat ihre wichtigsten Exponenten in einigen jener Staaten gefunden, die rund um die Welt Macht beansprucht haben, vor allem Russland, England und Frankreich. Somit trägt sie beispielhaft den Vorwurf des Eurozentrismus aus. Heute wird das Fach maßgeblich von der amerikanischen Kulturanthropologie beeinflusst, so dass eher von einem „Amerozentrismus“ als von einem Eurozentrismus gesprochen werden kann. Mittlerweile haben sich in den Ländern außerhalb Europas bedeutende eigene Ethnologien entwickelt (etwa in Indien, Brasilien und Japan). Völkerkundler aus dem Globalen Süden werden in der weltweiten fachlichen Auseinandersetzung immer gegenwärtiger. Als Gegenkonzept zum Ethnozentrismus wurde die Interkulturalität entwickelt.
Heute wird die Bezeichnung „Völkerkunde“ meist vermieden, weil der Fokus der Forschung weniger auf Völkern liegt (die lange als naturgegebene Gemeinschaften verstanden wurden) denn auf Ethnien als „imaginierten Gemeinschaften“.

### Theoriegeschichte
Die Ethnologie arbeitet heute eher theorieerforschend und -schaffend als theorieprüfend: während die meisten anderen Disziplinen Theorien entwickeln und diese dann auf die empirische Realität anwenden, geht die Ethnologie den entgegengesetzten Weg und entwickelt ihre Theorien aus dem empirischen Material heraus. Bedeutende Theorien in der Fachgeschichte: Analytische Ethnologie, Evolutionismus, Diffusionismus, Funktionalismus, Strukturfunktionalismus, Strukturalismus, Neoevolutionismus, Kulturrelativismus, Kulturmaterialismus, Kognitive Ethnologie, Kulturökologie, Interpretative Ethnologie.

### Personengeschichte

#### Wegbereiter
- Michel de Montaigne (1533–1592)
- Gottfried Wilhelm Leibniz (1646–1716)

#### 18. Jahrhundert
- Gerhard Friedrich Müller (1705–1783)
- August Ludwig von Schlözer (1735–1809)
- Adam František Kollár (1718–1783)
- Georg Forster (1754–1794)
- Johann Gottfried Herder (1744–1803), Hauptwerk: Ideen zur Philosophie der Geschichte der Menschheit (1784–1791)

#### 19. Jahrhundert
- Johann Jakob Bachofen (1815–1887)

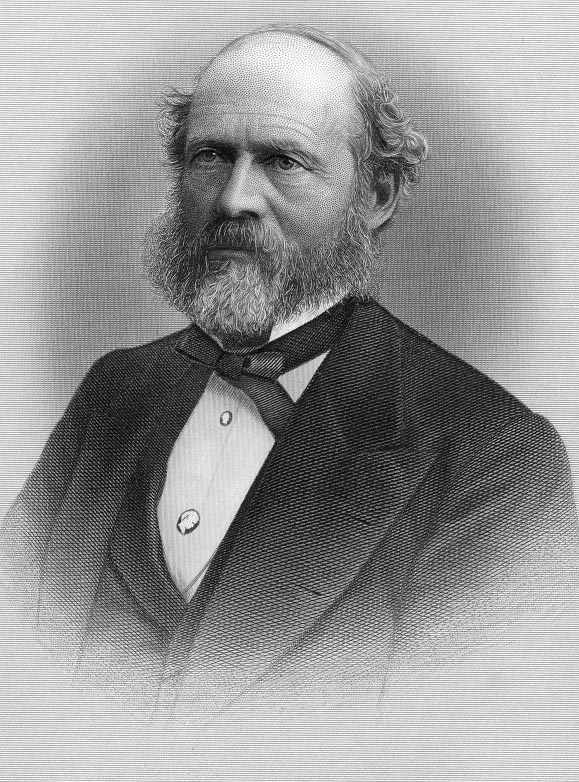
Lewis Henry Morgan (1818–1881), Hauptwerk: Ancient Society (1877), deutsch Die Urgesellschaft
Adolf Bastian (1826–1905)
- John Ferguson McLennan (1827–1881), schottischer Ethnologe
- Andrew Lang (1844–1912)
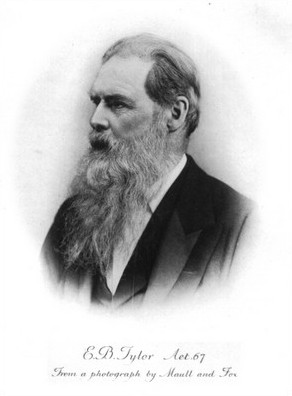
Edward Burnett Tylor (1832–1917), Hauptwerk: Primitive Culture (1871) und Anthropology (1881)
- Joseph-Anténor Firmin (1850–1911), Hauptwerk: De l’Égalité des Races Humaines (1885)
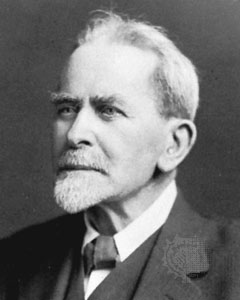
James George Frazer (1854–1941), Hauptwerk: The Golden Bough (1890), deutsch Der goldene Zweig
- Frank Hamilton Cushing (1857–1900)

- Lewis Henry Morgan
(1818–1881)
- Adolf Bastian
 (1826–1905)
- Edward Burnett Tylor
(1832–1917)
- James George Frazer
(1854–1941)

#### 20. Jahrhundert
- Lucien Lévy-Bruhl (1857–1939)

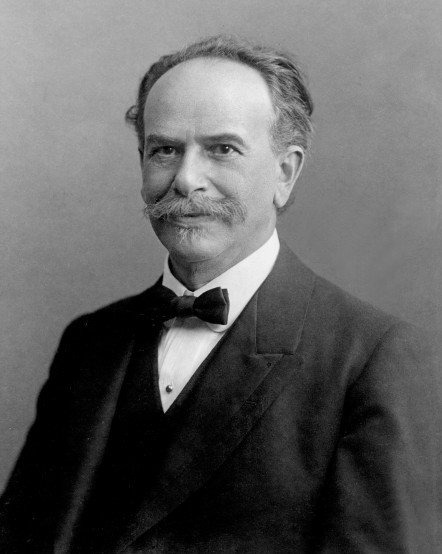
Franz Boas (1858–1942)
- William Halse Rivers Rivers (1864–1922)
- Frances Densmore (1867–1957)
- Wilhelm Schmidt (1868–1954), Begründer der „Wiener Schule“ der Kulturkreislehre; Begründer der Zeitschrift und des Instituts Anthropos
- Richard Thurnwald (1869–1954)
- Marcel Mauss (1872–1950), Hauptwerk: Essai sur le don. Forme et raison de l’échange dans les sociétés archaïques (1923–1924), deutsch Die Gabe
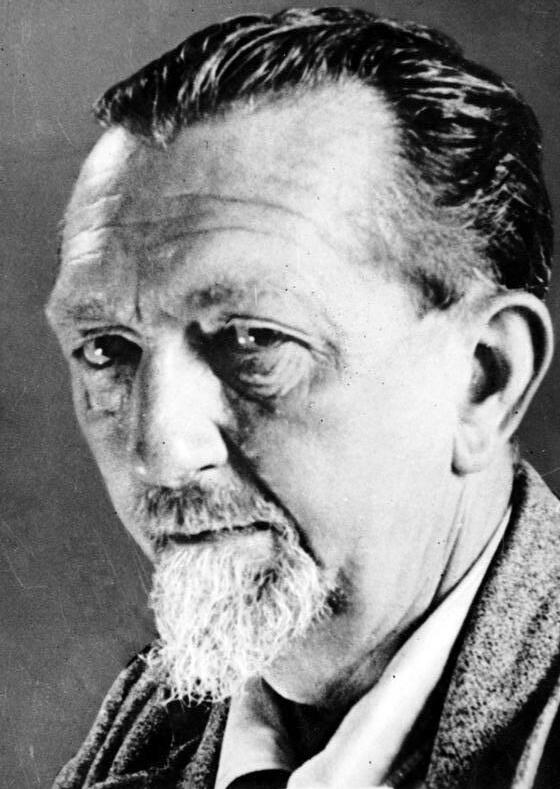
Leo Frobenius (1873–1938)
- Arnold van Gennep (1873–1957), Hauptwerk: Les rites de passage (1909)
- Alfred L. Kroeber (1876–1960)
- Fritz Graebner (1877–1934), Hauptwerk: Methode der Ethnologie (1911)
- Ferdinand Hestermann (1878–1959), Begründer und Herausgeber der Zeitschrift „Folia ethno-glossica“
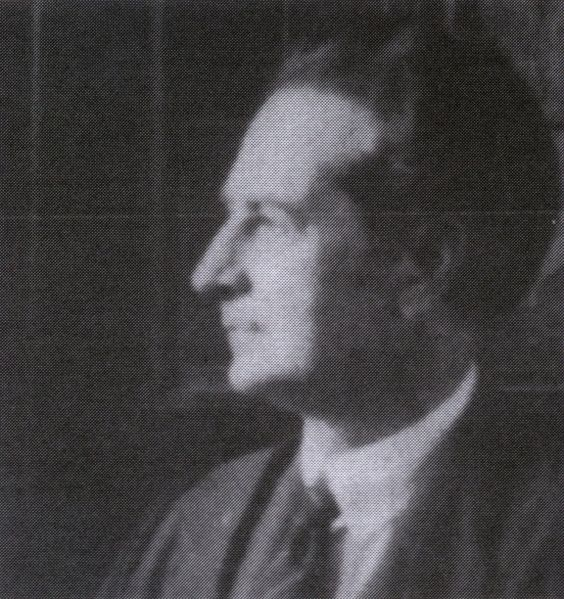
Alfred Radcliffe-Brown (1881–1955), Hauptwerk: The Andaman Islanders (1922)
- Robert H. Lowie (1883–1957)
- Edward Sapir (1884–1939)
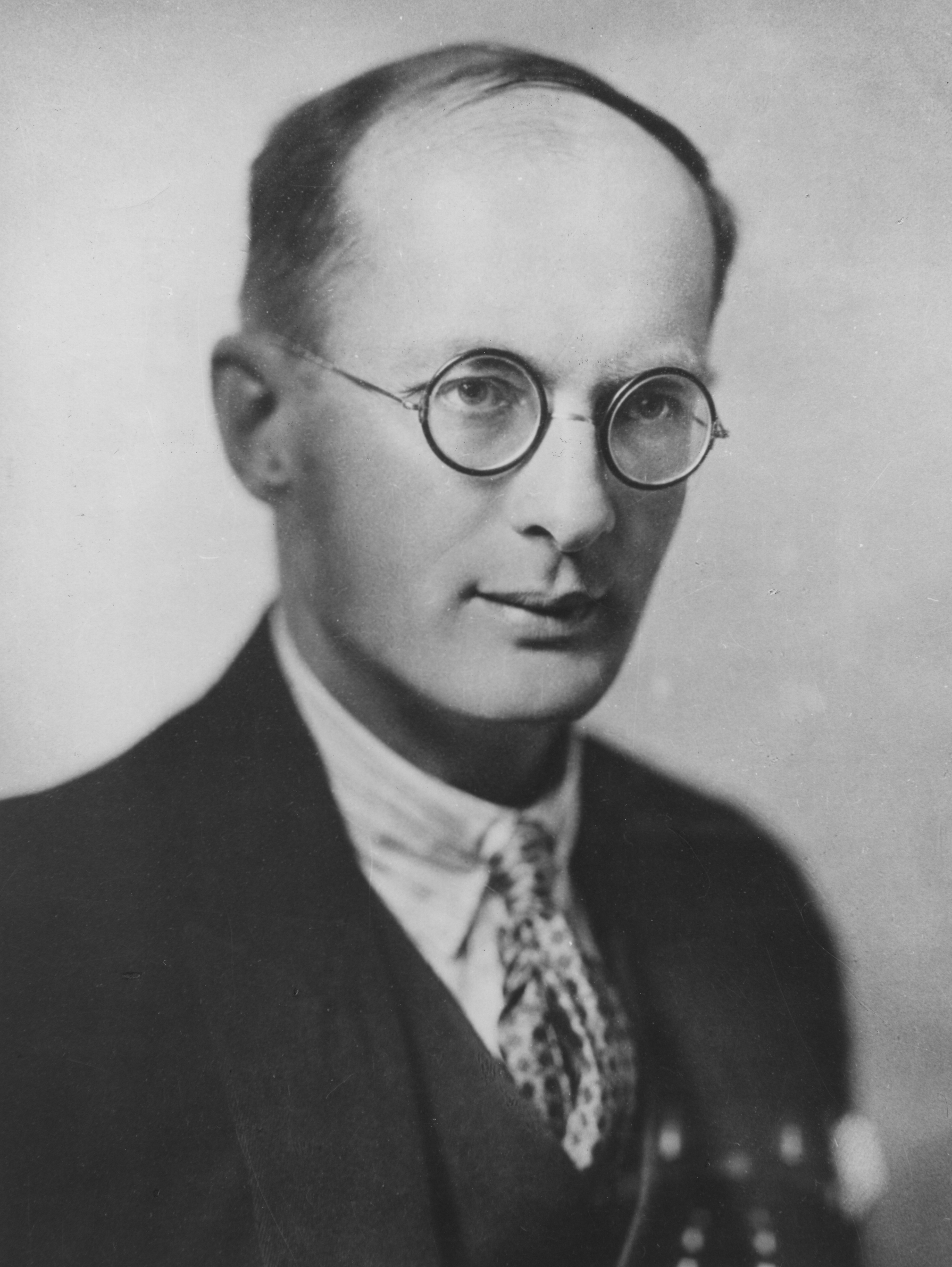
Bronisław Malinowski (1884–1942), Hauptwerk: Argonauts of the Western Pacific (1922), deutsch Argonauten des westlichen Pazifiks
- Ruth Benedict (1887–1948)
- Adolf Ellegard Jensen (1899–1965), wesentliches Werk: Die getötete Gottheit. Weltbild einer frühen Kultur (1966)
- Leslie White (1900–1975)
- Margaret Mead (1901–1978)
- Raymond Firth (1901–2002)
- Julian Steward (1902–1972)
- Edward E. Evans-Pritchard (1902–1973)
- Gregory Bateson (1904–1980), Hauptwerk: Steps to an Ecology of Mind (1972)
- Clyde Kluckhohn (1905–1960)
- Meyer Fortes (1906–1983)
- Kunz Dittmer (1907–1969), wesentliches Werk: Allgemeine Völkerkunde: Formen und Entwicklung der Kultur (1954)
- Claude Lévi-Strauss (1908–2009), bekanntestes Werk: Tristes Tropique (1955), deutsch Traurige Tropen
- Edmund Leach (1910–1989)
- Fei Xiaotong (1910–2005), Hauptwerk: Xiangtu Zhongguo 鄉土中國, englisch From the Soil: The Foundations of Chinese Society
- Max Gluckman (1911–1975)
- Louis Dumont (1911–1998)
- Victor Turner (1920–1983), Hauptwerk: The Ritual Process (1969)
- Mary Douglas (1921–2007), Hauptwerk: Purity and Danger (1966)
- Eric Wolf (1923–1999), Hauptwerk: Europe and the People Without History (1982)
- Ernest Gellner (1925–1995), Hauptwerk: Nations and Nationalism (1983)
- Clifford Geertz (1926–2006), Hauptwerk: The Interpretation of Cultures (1973)
- Marvin Harris (1927–2001)
- Pierre Clastres (1934–1977), Hauptwerk: La Société contre l’État (1974), deutsch Staatsfeinde: Studien zur politischen Anthropologie

- Franz Boas
(1858–1942)
- Leo Frobenius
(1873–1938)
- Alfred Radcliffe-Brown
(1881–1955)
- Bronisław Malinowski
(1884–1942)

#### Zeitgenössische Anthropologie(+)
- Jack Goody (1919–2015)
- Georges Balandier (1920–2016)
- René Girard (1923–2015)
- Fredrik Barth (1928–2016)
- Marshall Sahlins (1930–2021), Hauptwerk: Stone Age Economics (1974)
- Maurice Godelier (* 1934)
- Marc Augé (1935–2023)
- Maurice Bloch (* 1939)
- Michael Taussig (* 1940)
- Paul Rabinow (1944–2021), Hauptwerk: Essays in the Anthropology of Reason (1997), deutsch Anthropologie der Vernunft
- George Marcus (* 1946)
- Arjun Appadurai (* 1949), Hauptwerk: Modernity at Large (1996)
- Philippe Descola (* 1949)
- David Graeber (1961–2020)
- Thomas Hylland Eriksen (1962–2024)

(+) Auch wenn viele Institute im deutschsprachigen Raum 'Ethnologie' als Fachbezeichnung gewählt haben, soll die Bezeichnung 'Anthropologie' den gegenwärtig starken Einfluss der englischsprachigen anthropology beziehungsweise der französischsprachigen anthropologie reflektieren. Allerdings zeichnet sich auch im deutschen Sprachraum ein Bedeutungswandel ab, der einer bisher eher physisch-biologisch oder philosophisch verstandenen Anthropologie eine Sozial- und Kulturanthropologie gegenüberstellt.

#### Gegenwärtige deutschsprachige Ethnologen
- Gerd Spittler (* 1939), Universität Bayreuth
- Fritz W. Kramer (1941–2022), Hochschule für bildende Künste Hamburg
- Michael Oppitz (* 1942), Universität Zürich
- Georg Pfeffer (1943–2020), Freie Universität Berlin
- Mark Münzel (* 1943), Philipps-Universität Marburg
- Hans Peter Duerr (* 1943), Universität Bremen
- Ute Luig (* 1944), Freie Universität Berlin
- Bernhard Streck (* 1945), Universität Leipzig
- Karl-Heinz Kohl (* 1948), Johann Wolfgang Goethe-Universität Frankfurt am Main
- Markus Schindlbeck (* 1949), Staatliche Museen Berlin
- Thomas Bierschenk (* 1951), Johannes Gutenberg-Universität Mainz
- Günther Schlee (* 1951), Max-Planck-Institut für ethnologische Forschung
- Andre Gingrich (* 1952), Universität Wien
- Carola Lentz (* 1954), Johannes Gutenberg-Universität Mainz
- Thomas Hauschild (* 1955), Martin-Luther-Universität Halle-Wittenberg
- Christoph Antweiler (* 1956), Rheinische Friedrich-Wilhelms-Universität Bonn
- Judith Schlehe (* 1956), Albert-Ludwigs-Universität Freiburg
- Christian Rätsch (1957–2022), freiberuflicher Autor und Referent
- Susanne Schröter (* 1957), Johann Wolfgang Goethe-Universität Frankfurt am Main
- Mareile Flitsch (* 1960), Universität Zürich
- Michael Bollig (* 1961), Universität zu Köln
- Dieter Haller (* 1962), Ruhr-Universität Bochum
- Anka Krämer de Huerta (* 1962), Ludwig-Maximilians-Universität München
- Bettina Beer (* 1966), Universität Luzern
- Roland Hardenberg (* 1967), Johann Wolfgang Goethe-Universität Frankfurt am Main
- Matthias Krings (* 1967), Johannes Gutenberg-Universität Mainz
- Hansjörg Dilger (* 1968), Freie Universität Berlin
- Judith Beyer (* 1978), Universität Konstanz